# Ralsko (město)
Ralsko (německy Roll, rusky Ральско) je město na jihovýchodě okresu Česká Lípa, na území bývalého vojenského výcvikového prostoru Ralsko, opuštěného sovětskou armádou, v průměrné nadmořské výšce 331 metrů. Ralsko patří rozlohou přibližně 170 km² k obcím s největší rozlohou v Česku (po Praze, Brně a Ostravě čtvrtá největší obec i město). Hlavním sídlem novodobé obce je bývalé město Kuřívody, po němž zdědila status města. Název Ralsko není názvem žádné sídelní části dnešního města, ale dominantního kopce a hradu, nacházejících se na hranici jednoho ze severních výběžků území města, a bývalého vojenského výcvikového prostoru. Žije zde přibližně 2 200 obyvatel.

## Historie

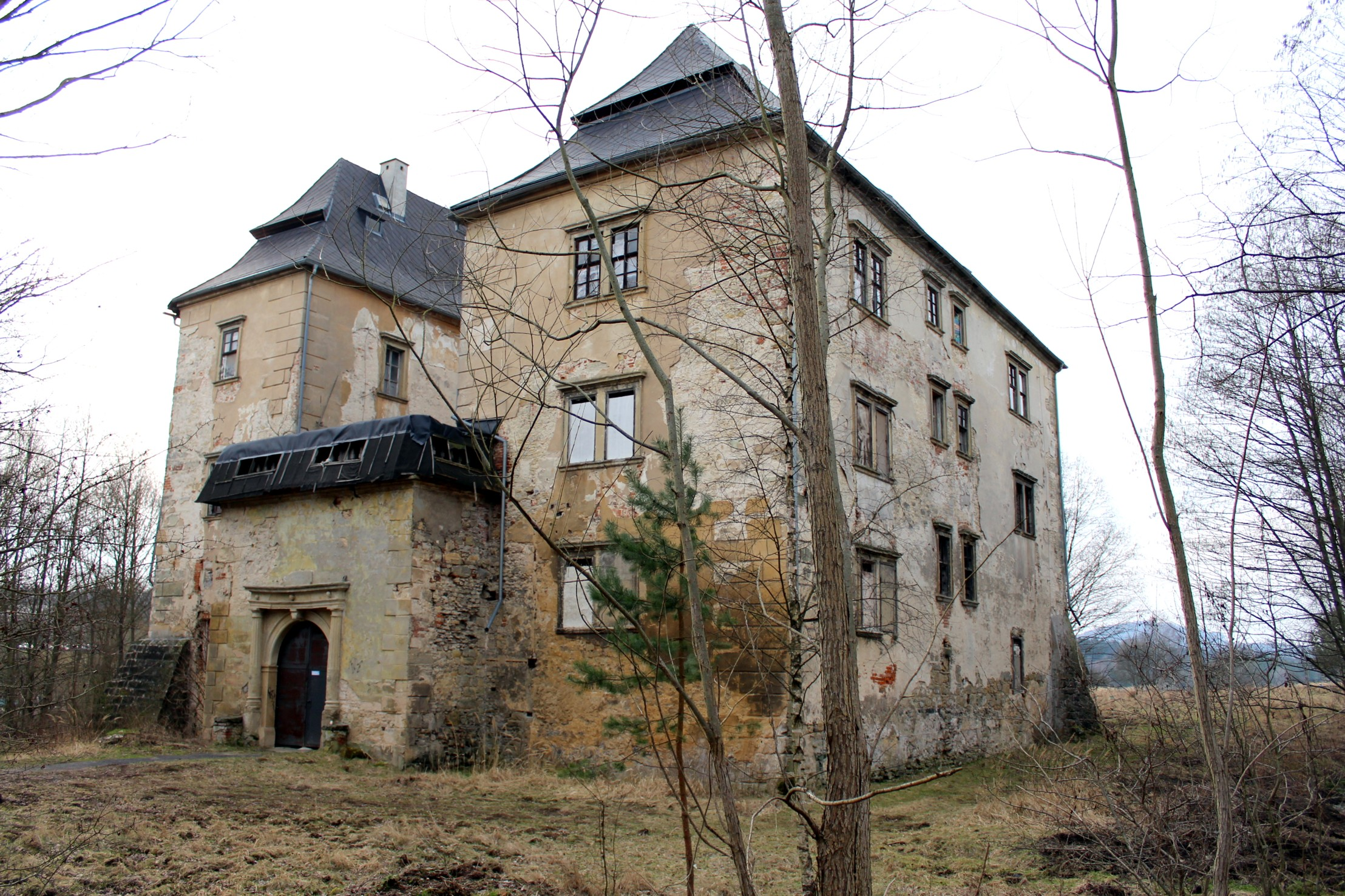
Zámek Kuřívody

Sídelní část obce Kuřívody byla založena na bezdězském panství Přemyslem Otakarem II. jako královské město Freistadt (Vristad, Svobodné Město) mezi lety 1264–1278, lokátorem byl pravděpodobně Hertvík z Kravař. První zmínka o městě je z roku 1279, kdy si královna Kunhuta, držená na Bezdězu, vyprosila návštěvu kostela sv. Jiří ve Vristadu. Původní název města ve 14. století vymizel a od 15. století se používal český název Kuřívody, od 17. století souběžně i německý název Hühnerwasser. Předpokládá se, že název vyjadřoval, že v obci byly jen velmi malé vodní toky (slabé pramínky, kde by se napojili jen kurovití ptáci) – nedostatek vody bránil i většímu rozvoji města.
Od 17. století až do druhé světové války byly Kuřívody osídleny převážně německým obyvatelstvem, proto bylo území v roce 1938 zabráno Německem jako součást Sudet a po válce (počátkem roku 1947) výrazně postiženo vysídlením Němců. Již v letech 1942–1943 vznikl na neosídlené části území výcvikový prostor Wehrmachtu a v dubnu 1945 zde vznikla dvě letiště. Koncem roku 1946 rozhodla československá vláda o zřízení vojenského tábora (vojenského prostoru) Ralsko, následkem čehož byly některé vesnice zlikvidovány a jiné využity pro vojenské účely. V letech 1968–1991 vojenský prostor využívala okupační sovětská vojska, od té doby je území postupně čištěno od následků působení vojsk, zejména od nevybuchlé munice, ale i různých ekologických zátěží.
Novodobá historie obce Ralsko se začala psát 1. ledna 1992, kdy došlo ke sloučení devíti osad na území bývalého vojenského výcvikového prostoru v jeden správní celek o rozloze 171 km². První novodobé obecní zastupitelstvo vzešlo z komunálních voleb v roce 1992.
V době voleb měla obec 630 občanů. V letech 1991–1993 nalezlo v Ralsku domov 170 volyňských Čechů z ukrajinských vesnic Malá Zubovština a Malinovka, postižených černobylskou jadernou katastrofou. Další významný příliv osídlenců nastal až koncem 90. let, kdy se do prvních rekonstruovaných domů po sovětské armádě v Ploužnici a Kuřívodech začaly stěhovat rodiny prakticky ze všech částí Česka.
V tomto bývalém vojenském prostoru se mimo jiné nachází i přistávací dráha již nepoužívaného letiště Hradčany, která byla v 70. letech 20. století Sovětskou armádou rozšířena, aby ji mohl v případě špatného počasí v okolí kosmického střediska Bajkonur v Kazachstánu použít sovětský raketoplán Buran.
S účinností od 1. prosince 2006 byl obci Ralsko 10. listopadu 2006 přiznán status města podle § 3 odst. 3 zákona č. 128/2000 Sb., který umožňuje vrátit status města obci, která byla městem přede dnem 17. května 1954. S velkou podporou Libereckého kraje se podařilo v prosinci 2014 schválit územní plán města Ralsko a od 5. ledna 2015 otevřít stavební úřad.

## Části města
Město Ralsko se skládá z devíti částí:
- Boreček
- Horní Krupá
- Hradčany
- Hvězdov
- Jabloneček
- Kuřívody - také katastrální území
- Náhlov - také katastrální území
- Ploužnice
- Svébořice

Jabloneček a Svébořice, pobytem sovětských vojsk téměř srovnané se zemí, zůstávají dosud neobydleny.

### Původní katastrální členění
- Dolní Krupá (část moderního k. ú. Horní Krupá)
- Jezová (části moderních k. ú. Horní Krupá a Kuřívody)
- Kuřívody (část moderního k. ú. Kuřívody)
- Vrchbělá (část moderního k. ú. Kuřívody)

## Změny na radnici
Na přelomu března a dubna 2011 byl zastupitelstvem odvolán z funkce starosty Ing. Miloš Tita (nezávislý) a do vedení města se po dvou letech vrátil Miroslav Králík z ČSSD. K rozsáhlým změnám došlo i ve složení městské rady. K dalším rozbrojům docházelo i v roce následujícím, kdy byly odvolávány výbory zastupitelstva. V březnu 2015 byl starosta obviněn státním zástupcem ze zneužití pravomoci veřejného činitele.
Dne 21. dubna 2015 byl odvolán z funkce starosty Miroslav Králík, staronovým starostou byl zvolen Ing. Miloš Tita z Iniciativy nezávislých. Ke změně došlo i na postu místostarosty.

## Památky

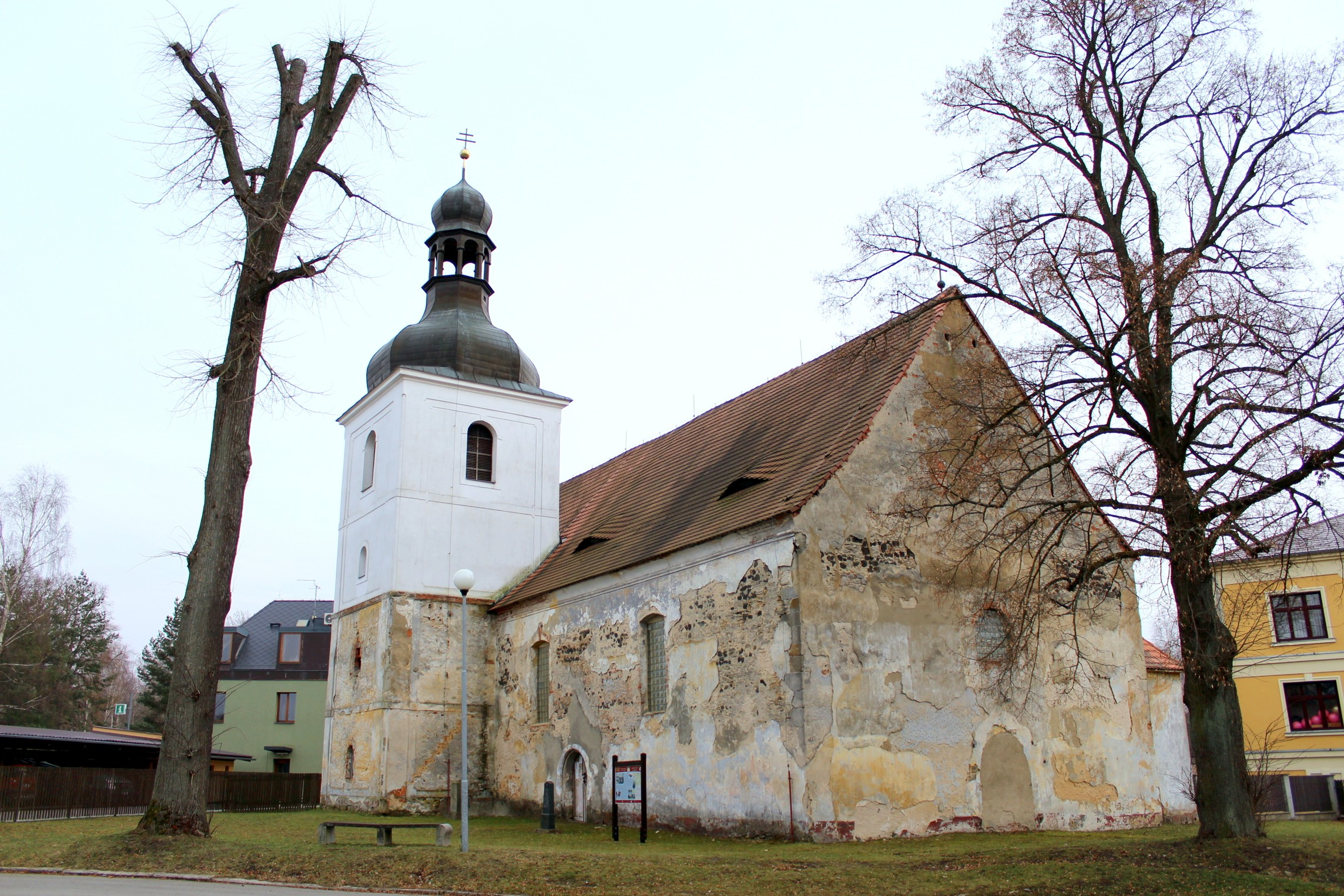
Kuřívody, kostel sv. Havla

- Kostel svatého Havla v Kuřívodech ze druhé poloviny 13. století
- Kuřívodský renesanční zámek, který byl vybudován v 16. století, stojící na místě starší berkovské tvrze
- Zřícenina gotického hradu Ralsko, stojící na stejnojmenném 698 m vysokém vrchu Ralsko, pravděpodobně ze 14. století
- Zbytky středověkých sídel na vrcholech Děvína a Stohánku
- Poštovní stanice v Kuřívodech z roku 1889, dnes sídlo obecního úřadu
- Škola z počátku 19. století, dnes opět sloužící ke svému účelu
- Pomníček bitvy u Kuřívod připomínající prusko-rakouskou válku roku 1866

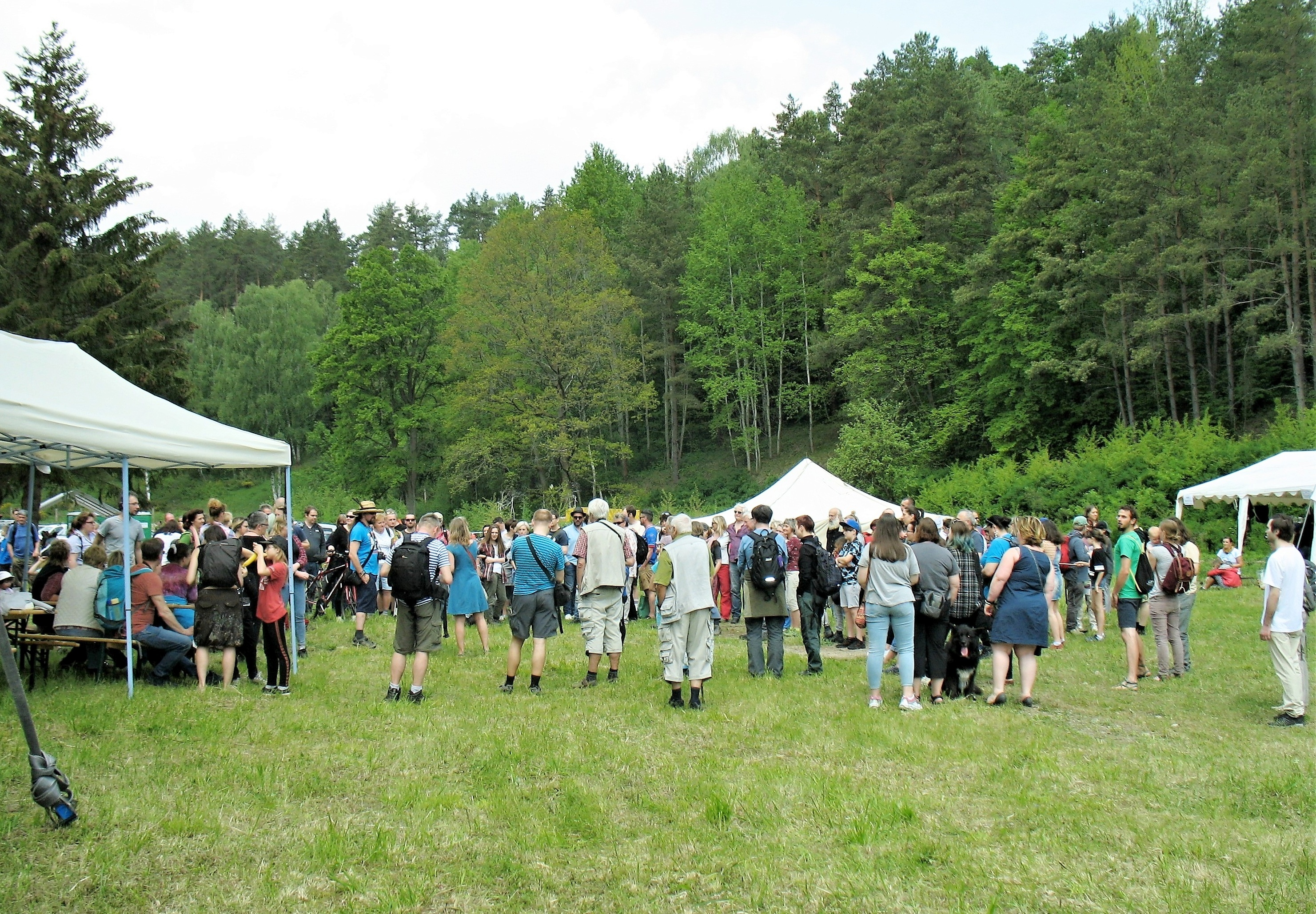
Festival Proměny, pořádaný Geoparkem Ralsko v Jablonečku

## Přírodní zajímavosti v okolí
- Hradčanské rybníky (přírodní rezervace) – soustava čtyř rybníků s přilehlými mokřady, chráněná bažinní a rašeliništní květena, již vně památky je rekreační Hradčanský rybník
- Hradčanské stěny – zalesněné rozsáhlé skupiny skal na severní a severovýchodní hranici rozsáhlé pískovcové plošiny Hradčanská pahorkatina
- Vrch Ralsko – mohutný čedičový vrch, vrcholové partie jsou chráněny jako přírodní rezervace
- Vranovské skály (přírodní památka) – pískovcové skalní útvary a přirozená rostlinná společenstva na úpatí vrchu Ralsko
- Jelení vrchy (přírodní památka) – přírodně cenný komplex lesa, zejména bučin a suťového lesa, diferencovaného ve svazích Malého a Velkého Jeleního vrchu
- Stohánek (přírodní památka) – skalní věž se zbytky středověkého osídlení a dalšími lidskou činností vzniklými útvary
- Meandry Ploučnice u Mimoně (přírodní památka) – meandrující neregulovaný tok Ploučnice s navazujícím komplexem mokřadů a populace vzácných druhů organismů
- Velká Buková a Malá Buková – dvojice čedičových vrchů s pralesovitými bukovými porosty
- Obora Židlov – rozsáhlá obora na území bývalého vojenského prostoru, s povoleným vstupem turistům, s chovem divoké zvěře, včetně zubra evropského

Na území obce Ralsko se nachází též útulek pro lesní zvěř a handicapovaná zvířata; leží na břehu Hradčanského rybníka a jsou v něm k vidění především zvířata žijící v okolí, např. prase divoké, liška, kuna či tři druhy bažantů. K největším zajímavostem patří psík mývalovitý z Mongolska a mýval severní ze severu Kanady.
mimo katastr města
- Národní přírodní rezervace Břehyně – Pecopala o rozloze 903,5 ha. Žije zde 264 druhů ptáků, např. orel mořský, jeřáb popelavý, bukač velký. V mokřadech a rašeliništích se vyskytují vzácné rostliny: leknín bělostný, rosnatka okrouhlolistá a řada dalších. Území bylo roku 1993 vyhlášeno biogenetickou rezervací Evropského společenství (viz Natura 2000).
- Divadlo (přírodní památka) – rozeklaný pískovcový hřeben s erozně vypreparovanými skalními útvary

## Pověsti
Jedna žena z Náhlova prý kdysi v tůni máchala prádlo, když se jí do něj zachytil zvon. Žena jej nemohla vytáhnout, ale přivolala chalupníky, s jejichž pomocí zvon vyvlekla na břeh. Zvon byl zavěšen do kostela sv. Linharta v Hlavicích a občanům Náhlova se jím pak vyzvánělo při pohřbech zdarma.[zdroj?]